# 虎哉宗乙
虎哉 宗乙（こさい そういつ、享禄3年（1530年） - 慶長16年5月8日（1611年6月18日））は、戦国時代から江戸時代にかけての臨済宗妙心寺派の僧。諡号は仏海慈雲禅師。

## 生涯
享禄3年（1530年）、美濃国にて誕生。
甲斐国で岐秀元伯、快川紹喜に師事した後、元亀3年（1572年）に、陸奥国の大名・伊達輝宗の叔父で東昌寺住職・大有康甫と親交があった縁から、輝宗の招聘を受けた。一度は固辞したものの再度の要請に応え、嫡男・伊達政宗の学問の師となると共に、米沢近郊（山形県高畠町）の資福寺住職となった。天正14年（1586年）には輝宗の菩提を弔う覚範寺（仙台市青葉区）の開山となり、後に政宗の移封に従って岩出山、仙台と移った。なお政宗とは終生、師弟の関係にあったとされる。
慶長16年（1611年）、死去。下野雲岩寺の僧:大虫宗岑と並んで「天下の二甘露門」と称された。

## 演じた俳優
- 大滝秀治（独眼竜政宗、NHK大河ドラマ、1987年）
- 名古屋章 （新春大型5時間時代劇スペシャル ｢伊達政宗 独眼竜の野望｣、テレビ朝日、1993年）